# Claude Franceschi
Claude Franceschi (Calenzana, 12 de octubre de 1942) es un médico angiólogo francés. Es considerado como pionero de la exploración vascular por ecografía Doppler.
Sus trabajos, reconocidos mundialmente, aportan una contribución esencial a la hemodinámica, la fisiopatología, el diagnóstico y el tratamiento de las enfermedades de las arterias, de las venas y de los linfáticos.
Es en gran parte gracias a los progresos del diagnóstico Doppler que la cirugía vascular ha tomado vuelo desde los años 70. A fines de los años 80 Franceschi revoluciona la concepción de la enfermedad venosa por un abordaje hemodinámico original. Esta nueva visión lo lleva a descartar la destrucción de las venas y le permite concebir la Cura Conservadora y Hemodinámica de la Insuficiencia Venosa en Ambulatorio (CHIVA).  
Otro concepto  original : para Claude Franceschi la causa principal de la enfermedad hemorroidaria no está ligada directamente a las venas hemorroidarias, sino sobre todo a la irritación del canal anal. Es esta teoría que él ha llamado, desde los años 90, "el cuarto factor", proponiendo un tratamiento curativo y preventivo por un simple procedimiento de higiene.  
Finalmente, Franceschi descubre, gracias a la ecografía Doppler, una enfermedad del sistema linfático ligada a la obstrucción intermitente del canal torácico cervical. «The recurrent cervical swelling syndrome” ó “La tuméfaction cervicale intermittente”.

## Biografía
Claude Franceschi se inscribe en la Facultad de Medicina de París en 1960. Estudia más particularmente la neuropsiquiatría en la Salpêtrière, París con el Dr. Cyril Coupernik, y en Melun con el Dr. Tosquelles. Su interés por la circulación cerebral lo lleva a trabajar en el laboratorio de exploración funcional cerebral del Dr. Jaquinot en el Hospital de la Salpêtrière, donde utiliza una de las primeras máquinas ultrasonoras por efecto Doppler (Delalande Electronique). A continuación de los trabajos de Shiego Satomura, quien muestra  la posibilidad de detección del flujo sanguíneo por Efecto Doppler Ultrasonoro, (Study of blood flowing vessels by ultrasonics 1959), las primeras aplicaciones médicas de la ultrasonografía Doppler habían aportado sobre la medición de la presión arterial en el tobillo por Donald E. Strandness (1967), el Índice de Resistencia (Pourcelot 1974) y el Índice de pulsatlidad (Gosling 1974). Sin embargo, las informaciones provistas por este método no invasivo eran demasiado pobres para competir con los métodos existentes, agresivos y peligrosos, como la arteriografía. Claude Franceschi busca entonces de describir más profundamente y en detalle el significado hemodinámico de la señal Doppler emitida por los vasos normales y patológicos. Concluye así en un método de investigación vascular Doppler de gran fiabilidad diagnóstica. Presenta los resultados en numerosos congresos , y luego lo publica en su libro pionero «La investigación vascular por ultrasonografía Doppler» en 1977.
En 1975, trabaja con el profesor Jean Michel Cormier, pionero de la cirugía vascular, en el Hospital Henry Dunant y luego en el Hospital Saint Joseph de Paris. Quien lo apoyará de manera decisiva en sus investigaciones y será el primero en reconocer y defender el valor diagnóstico de sus resultados.
Estos primeros trabajos aportan al comienzo, más particularmente sobre las arterias carótidas, y luego se extenderán sobre la totalidad de los vasos.
Consejero científico de la Compañía ESAOTE, participa en los progresos tecnológicos y ergonómicos de los aparatos de Ecografía Doppler. Además, inscribe las patentes de invención destinadas a mejorar el diagnóstico y el cuidado de los pacientes
Enseña desde 1978 en Francia en el cuadro del diploma de Patología Vascular (Universidad Paris IV luego Paris VII). Enseña igualmente en numerosos países, fundamentalmente en Argelia, Argentina, Chile, España, Italia, Túnez y Estados Unidos. Es invitado regularmente a disertar en numerosos Congresos Internacionales y a publicar en numerosos libros y artículos en Francia y en el extranjero.
Actualmente es médico consultor en el Centro Marie Thérèse (Fundación Hôpital Saint Joseph Paris Francia) y en la Casa di Cura delle Figlie di San Camillo (Cremona-Italia), y enseña en el cuadro del diploma de Angiología y de Eco Doppler Vascular dans en el CHU Pité-Salpétrière Paris.
Médico consultor en el Centro de Eco Doppler de la ciudad de Paraná en Argentina.
En 1992 fue director fundador de AEDVA, (Asociación de Eco Doppler Vascular Argentina).

## Trabajos publicados
Sistema arterial y venoso
Su mayor aporte ha sido el de poner en correspondencia los principios de la Mecánica de los fluidos con la Hemodinámica arterial y venosa. Luego de haber estudiado las correlaciones entre los datos obtenidos por ultrasonido Doppler con los radiológicos y quirúrgicos , ha hecho progresar de manera determinante la metodología y la interpretación diagnóstica del examen de los vasos por Ecografía Doppler.
- En 1977, publica la absolutamente primera obra mundial sobre la Exploración vascular Doppler,[1] traducida al Italiano[2] y después al Español,[3] en la cual Franceschi describe los principios hemodinámicos así como su traducción en términos de señal Doppler. Estos datos permanecen actualmente como referencia indiscutible para la cuantificación de las estenosis y la exactitud del diagnóstico.[4] Entre ellos se destacan particularmente los criterios de las estenosis arteriales de los miembros y de las carótidas, de pre-trombosis carotídea,,[5][6] el Índice de Presión-Perfusión, conocido como Índice de Franceschi,[7] la relación carotídea, así como la exploración del Polígono de Willis.

- En 1978, Franceschi publica las primeras observaciones de regresión de las placas carotídeas[8]

- En 1980, describe la Relación del débito de la fístula (Rapport de débit de fistule RDF) destinado a evaluar el débiot de las fístulas arterio-venosas,  fundamentalmente en el paciente dializado[9]

- En 1981, inventa un proceso de interfase INPI N° 81 22294 que permite por primera vez la visualización de las carótidas y otros troncos supra-aórticos por Ecografía,[10][11]

Publica un método de exploración Doppler de las vías de suplencia cervico-cerebrales por medio del Doppler
- En 1986, publica el primer libro de ecografía vascular « Précis d'échotomographie vasculaire »[13] traducido al italiano « Compendio di ecotomografia vascolare »[14]

- En 1988, publica el libro La cura Conservadora y Hemodinámica de la Insuficiencia Venosa en Ambulatorio CHIVA ,[15] donde Franceschi propone un nuevo enfoque de la fisiología de la circulación venosa profunda y superficial, introduciendo nuevos conceptos, tales como el Fraccionamiento dinámico de la presión hidrostática, los Shunts Veno-Venosos y la Evolución vicariante de las varices,.[16][17] Estos conceptos cambiaron de manera radical, desde su presentación, el enfoque y abordaje diagnóstico y terapéutico de las várices,  de las úlceras y de los edemas de origen venoso. Según esta teoría las varices no son, al igual que los edemas y las úlceras, la causa de la insuficiencia venosa, sino la consecuencia debido a la incontinencia de las válvulas y a los obstáculos venosos. Además, la destrucción de las várices, obstaculizando el drenaje natural de la piel, sería responsable de recidivas por efecto de compensación.

El método CHIVA suprime la sobrecarga en débito y presión, lo que lleva a la curación de las úlceras y a la reducción del calibre de las venas dilatadas, fundamentalmente varicosas.  Se trata de fraccionar con precisión la presión hidrostatica gravitacional de la columna venosa y de realizar una desconección de los shunts cerrados, según la configuración particular de cada paciente, por medio de 1 à 5 secciones/ligaduras realizadas bajo anestesia local simple y sin internación (ambulatoria).
Otra ventaja, las safenas son conservadas. Ellas constituyen el mejor material de By-pass de arterias obstruidas de los miembros y pueden también completar los puentes coronarios.
La cura CHIVA ha sido objeto de varios estudios randomizados y controlados,, y una revisión hecha por Cochrane Library Review que han demostrado sus ventajas en relación con las técnicas destructivas de referencia habituales, fundamentalmente la ablación quirúrgica de las safenas, o « stripping ». Un estudio retrospectivo CHIVA vs Láser, ha demostrado la supérioridad de CHIVA. Otro estudio ha demostrado que tales resultados demandan una formación espécifica de médicos y de cirujanos.
- En 1991, Franceschi propone un nuevo enfoque fisiopatológico de la patología hémorroïdaria. Este desculpabiliza a las venas hemorroidarias, pues ellas no serían más que las víctimas de lo que el llama el Cuarto Factor26. Este sería la agresión física y química de la mucosa del canal anal. Gracias a esta hipótesis, pone a punto un tratamiento preventivo y curativo consistente en facilitar la évacuacion de las heces y luego éliminar sus résiduos del canal anal. Se trata de un dispositivo de lavado externo que envía un jet de agua capaz de pénétrar à distancia en el canal y en el recto bajo, sin ningún contacto con el ano. REF : 1990 : Brevet de invención de un procedimiento de inyectación de agua a distancia en el canal anal (sin contacto con el cuerpo) : Dispositivo de higiène y de tratamiento. INPI N° de registro Nacional : 90 07624. Su eficacia fue validada por un estudio hospitalario randomizado,,[29][30]
- En 1994. propone una clasificación hémodinamica de las malformaciones vasculares.[31] El inventa una válvula venosa artificial implantada via un cateter : Brevet INPI N° 94 15391.
- En 1997, describe el Índice dinámico de reflujo venoso y la Maniobra de Paraná (Índice dynamique de reflux veineux IDR et Manœuvre de Paranà)[32] así como el diagnóstico por Eco Doppler de la trombosis plantar.[33]
- En 2005 descubre por Eco Doppler, y défine anatómicamente los puntos de fuga venosos perineales, inguinales  y clitorideos, responsables de una parte importante de las varices y otros trastornos ligados a la insuficiencia venosa en la mujer.[34]

Concibe un instrumento de cirugía que permite un dominio rápido y fácil del sangrado de las heridas vasculares.: el Hemostator de Franceschi . INPI N° 05 09671
- En 2006, preconiza una mezcla de vaselinaa 40 % - azúcar 60 % para limpiar y desinfectar las heridas, fundamentalmente las ulcèras de los miembros infériores. Este compuesto ofrece la ventaja de su bajo costo, de una sola aplicación semanal, y de evitar el curetaje. Los résultados hacen suponer que este procedimiento es équivalente, e inclusive más eficaz que las medicaciones locales más recientes. Los premeros résultados son en curso de publicación.
- En 2010, publica el libro Principles of venous hemodynamics que détalla los conceptos hémodinamicos de la insuficiencia venosa y sus consecuencias diagnósticas y térapeuticas.[35]

Systema linfático
- En 2004 identifica una nueva patología : la obstrucción intermitente del canal thoracico terminal. Hace el diagnóstico por Eco Doppler en pacientes que padecen engrosamientos del cuello y de derrames quilosos en el tórax y el abdomen,[36][37]

## Patentes de invención
- 1981 Patente de invención de un dispositivo que permite la visualización de vasos y órganos superficieales: Dispositivo para la transmisión de ultrasonidos por una sonda de ecotomografía

INPI N° de Registro Nacional: 81 22294  https://copy.com/keb1YUZa6MGa
- 1982 : Patente de invención destinada a explorar las mamas con ecografía: Vasija móvil de ecografía INPI N° de Registro Nacional: 82 16663 https://copy.com/h2EfPu9VtrRb

- 1983 : Patente de invención de un aparato que permite la punción de los vasos guiados por Doppler. Procedimiento de punción de los vasos sanguíneos que asocia un propulsor de aguja a un a un ultrasonografo Doppler que lo guía. INPI N° de Registro Nacional 83 18794.

- 1983 : Patente de invención de un filtro que se ubica en la vena cava inferior,  destinado a prévenir las embolias pulmonares: Filtro contra las embolias y su procedimiento de colocación.

INPI N° de Registro Nacional 83 03315 https://copy.com/1NySXdQXePpM
- 1990 : Patente de invención de un sillón-cama-camilla transformable por el desplazamiento del centro de gravedad del paciente sin motorización. INPI N° d’Enregistrement National 90 13220 , https://copy.com/HNcaVqoYpBiK

- 1990 : Patente de invención de un procedimiento de inyección de agua en el canal anal a distancia (sin contacto con el cuerpo) :  Dispositivo de higiene y de tratamiento INPI N° de Registro Nacional:  90 07624

- 1994 : Válvula artificial para vasos sanguíneos INPI N° de Registro Nacional N° 94 15391

- 2005 Dispositivo para frenar y controlar las hemorragias detecta de origen venoso y arterial. INPI N° de Registro Nacional 05 09671

FILMS :
Premio del film didáctico de enseñanza. Encuentros de Bichat 1977 pour « Le Doppler Vasculaire en pratique courante » https://copy.com/UVHlGZNYIzFy